# Жубінська Валентина Янівна
Валентина Янівна Жубінська (17 травня 1926, Харків — 26 вересня 2013) — піаністка, композитор, педагог. Професор Російської музичної академії імені Гнєсіних. Заслужений діяч мистецтв РФ.

## Біографічні відомості
Працювала піаністом-концертмейстером у Харківському оперному театрі до 1948 р.
У 1949 закінчила Харківську консерваторію по класу фортепіано М. Г. Пільстрема та А. Л. Лунца, в 1950 — по класу композиції В. А. Барабашова.
В 1955 закінчила аспірантуру при Московській консерваторії по класу Г. Р. Гінзбурга.
З середини 1950-х рр. викладала в Музично-педагогічному інституті  (нині Російська академія музики) імені Гнесіних) на кафедрі спеціального фортепіано З 1961 — доцент.
Останні роки жила в Норвегїї.

## Музичні твори
Для фортепіано:
- Концерт для фортепіано з оркестром (1950);
- Соната (1948),
- Дитячий альбом (1954),
- 4 этюди,
- Колискова і гумореска (1946),
- 8 п'єс (1960),
- Руські варіації (1963),
- Три імпровізации (1963),
- 15 п'єс (1969),
- Збірник дитячих п'єс (1960);

Для естрадних оркестрів:
- Сюїта (1957),
- П'єси;

Для голосу і фортепіано:
- Цикл на слова болгарських поетів (1962),
- 10 музичних замальовок (1964),
- Цикл Пори року (для дітей, 1959),
- Збірник дирячих пісень (1971),

Для хору:
- Цикл Добрий хліб (1972).

## Звання
- Кандидат мистецтвознавства (з 1955).
- Заслужений діяч мистецтв РФ (з 1999)[3].

## Дискографія
- Валентина Жубинская - В. Жубинская. Концерт Для Фортепиано С Оркестром Ре Минор / А. Онеггер. Семь Маленьких Пьес Для Фортепиано / Ф. Пуленк. Сюита „Неаполь“ (LP, Mono) 33 М 10—40577-8 (1978 р.)